# Gli alieni sono tra noi
Gli alieni sono tra noi (The Dark Side of Nowhere) è un romanzo breve di fantascienza per ragazzi del 1997 dello scrittore statunitense Neal Shusterman.
La traduzione italiana è stata pubblicata nella collana Il battello a vapore.

## Trama
Jason Jonathan Miller è un ragazzo di quindici anni che vive una vita normale nella piccola cittadina di Billington, Stati Uniti, fino a quando uno dei suoi migliori amici, Ethan, muore improvvisamente per un'appendicite. Oltre a questo, Jason, durante una partita di baseball, fa lite con un ragazzo e si fa male al braccio, venendo costretto dunque ad andare in bagno per lavarselo ed è lì che Grant, il misterioso guardiano-bidello della sua scuola, gli dona uno strano oggetto: un guanto metallico corazzato che gli arriva fino al gomito in grado di sparare proiettili metallici una volta piegate le dita. Grant, inoltre, gli raccomanda di farsi trovare nella "Città Vecchia" (la parte abbandonata della città) per poter imparare ad usare come si deve tale guanto. Il giorno dopo Jason, con la sua amica Paula Quinn (trasferitasi da poco in città), raggiunge per errore la Città Vecchia di Billington e scopre che in quella parte desolata della città tutti gli abitanti erano morti a causa di un'epidemia e, con orrore, i due notano un quadro raffigurante il loro coetaneo Billy Chambers riportante la data 1976 (cosa assurda visto che Billy era appunto un loro coetaneo e non poteva in nessun modo essere nato nel 1976). Quando poi Jason scopre che in realtà la sua famiglia vuole trasferirsi proprio nella Città Vecchia, gli viene detta tutta la verità: lui, la sua famiglia e tutti gli altri (eccetto Paula) sono in realtà alieni camuffatisi da esseri umani e che hanno sempre vissuto in pace sulla Terra ma che, ormai, l'effetto dei sieri che li avrebbe mantenuti umani (utilizzando quelli di persone morte in passato nella Città Vecchia) si è esaurito; infatti, Ethan non era morto per un'appendicite bensì per un "rigetto genetico esplosivo", ovvero il rigetto da parte del corpo dei geni umani. Nella Città Vecchia, intanto, il signor Grant, che si rivela essere una sorta di leader, insegna ai giovani ragazzi come usare il guanto e Jason, con sua grande sorpresa, scopre che Ethan è vivo e la sua morte era solo apparente, dato che aveva solo perso il suo corpo umano e riacquistato quello da alieno. Mentre Jason pian piano sta riacquistando l'aspetto originale da alieno, sa benissimo che la sua amica Paula (di cui si è lentamente innamorato) non è come loro e viene più volte dissuaso dai suoi amici a lasciarla perdere a meno che non accetti la verità (cosa ovviamente inaccettabile per Jason); Jason e Paula, inoltre, scoprono che un uomo di nome J. J. Pohl, defunto tempo addietro, è incredibilmente somigliante al protagonista (e che dunque aveva assunto il suo aspetto umano per camuffare quello da alieno). Diversi giorni dopo, Jason scopre che Grant sta cercando di potenziare i sieri per renderli molto più potenti di prima e, alcuni, hanno persino cambiato il loro "guanto da addestramento" in una versione potenziata. Quando Grant manda Jason dal dottor Fuller, a causa dei suoi scarsi progressi, il ragazzo fugge via inseguito dai "Transizionali" (guerrieri scelti tra cui anche il suo migliore amico Wesley). La mattina dopo, Jason raggiunge l'astronave dei Transizionali e decide di distruggerla, con la compartecipazione di Wesley (ravvedutosi), riuscendoci. Quando però tutto sembra essersi risolto Jason viene colto da un malore, il "rigetto genetico esplosivo", e muore. Si risveglia una settimana dopo a Chicago nel suo vero aspetto, da alieno, con un'immensa tristezza in corpo perché desiderava solo essere sé stesso, un umano, J. J. Pohl. Jason poi si reca con i suoi genitori al senato degli Stati Uniti e rivela la sua vera identità, dichiarando di essere umano.

## Edizioni
- Neal Shusterman, Gli alieni sono tra noi, traduzione di Giancarlo Carlotti, illustrazioni di Marco Martis, serie rossa, n. 51, collana Il battello a vapore, Edizioni Piemme, 2002,  p. 166, ISBN 88-384-3662-2.